# 하쿠바 점프 경기장

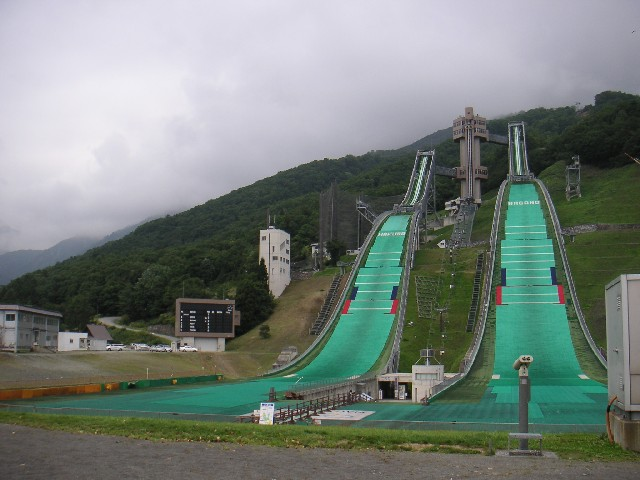
하쿠바 점프 경기장

하쿠바 점프 경기장(일본어: 白馬ジャンプ競技場 하쿠바쟘푸쿄기죠[*])은 나가노현 기타아즈미군 하쿠바촌에 위치한 스키 점프장이다.